# كركي ساروس
كركي ساروس (الاسم العلمي:Grus antigone) (بالإنجليزية: Sarus Crane)‏ هو نوع من الطيور يتبع جنس الكركي من الفصيلة الكركية.